# Cycas arenicola
Cycas arenicola es una especie de cícada del género Cycas, de la familia Cycadaceae, del orden Cycadales.

## Distribución
Cycas arenicola se distribuye por Territorio del Norte, Australia. Crece principalmente en el bioma tropical estacionalmente seco.

## Taxonomía
Fue descrita científicamente por K.D.Hill. Fue publicado por primera vez en Telopea 5: 419 (1993).